# Frigyes Schulek
Frigyes Schulek (n. 19 noiembrie 1841, Pesta, Imperiul Austriac – d. 5 septembrie 1919, Balatonlelle, județul Somogy, Ungaria) a fost un arhitect maghiar, membru al Academiei Ungare de Științe.